# Eleição municipal de Paulo Afonso em 2016
A eleição municipal de Paulo Afonso em 2016 foi realizada para eleger um prefeito, um vice-prefeito e 15 vereadores no município de Paulo Afonso, no estado brasileiro da Bahia. Foram eleitos Luiz Barbosa de Deus (Partido Social Democrático) e Flávio Henrique Magalhães Lima para os cargos de prefeito(a) e vice-prefeito(a), respectivamente. 
Seguindo a Constituição, os candidatos são eleitos para um mandato de quatro anos a se iniciar em 1º de janeiro de 2017. A decisão para os cargos da administração municipal, segundo o Tribunal Superior Eleitoral, contou com 79 759 eleitores aptos e 17 405 abstenções, de forma que 21.82% do eleitorado não compareceu às urnas naquele turno.

## Resultados

### Eleição municipal de Paulo Afonso em 2016 para Prefeito
A eleição para prefeito contou com 3 candidatos em 2016: Paulo Barbosa de Deus do Partido do Movimento Democrático Brasileiro, Raimundo Caires Rocha do Partido Socialista Brasileiro, Luiz Barbosa de Deus do Partido Social Democrático que obtiveram, respectivamente, 21.714, 10.358, 24.484 votos. O Tribunal Superior Eleitoral também contabilizou 21.82% de abstenções nesse turno. 
| Candidato(a)                 | Vice                           | Coligação                 | Votos recebidos | Percentual |
| ---------------------------- | ------------------------------ | ------------------------- | --------------- | ---------- |
| Luiz Barbosa de Deus (PSD)   | Flávio Henrique Magalhães Lima | Paulo Afonso em Boas Mãos | 24484           | 43.29%     |
| Paulo Barbosa de Deus (PMDB) | Osildo Alves da Silva          | A Força Séria do Trabalho | 21714           | 38.39%     |
| Raimundo Caires Rocha (PSB)  | Celso Brito Miranda            | De Novo o Governo do Povo | 10358           | 18.31%     |

### Eleição municipal de Paulo Afonso em 2016 para Vereador
Na decisão para o cargo de vereador na eleição municipal de 2016, foram eleitos 15 vereadores com um total de 56 918 votos válidos. O Tribunal Superior Eleitoral contabilizou 1 509 votos em branco e 3 927 votos nulos. De um total de 79 759 eleitores aptos, 17 405 (21.82%) não compareceram às urnas .
| Nome                            | Partido político                         | Coligação                                          | Votos recebidos | Percentual |
| ------------------------------- | ---------------------------------------- | -------------------------------------------------- | --------------- | ---------- |
| Marconi Daniel Melo Alencar     | Partido Humanista da Solidariedade (PHS) | Partido Humanista da Solidariedade (sem coligação) | 3158            | 5.55%      |
| Jean Roubert Felix Netto        | Partido Trabalhista Brasileiro (PTB)     | Partido Trabalhista Brasileiro (sem coligação)     | 2520            | 4.43%      |
| José Abel Souza                 | Podemos (PODE)                           | Podemos (sem coligação)                            | 2470            | 4.34%      |
| Alexandro Fabiano da Silva      | Partido Humanista da Solidariedade (PHS) | Partido Humanista da Solidariedade (sem coligação) | 2009            | 3.53%      |
| José Gomes de Araújo            | Podemos (PODE)                           | Podemos (sem coligação)                            | 1856            | 3.26%      |
| Marcondes Francisco dos Santos  | Partido Social Democrático (PSD)         | Partido Social Democrático (sem coligação)         | 1667            | 2.93%      |
| José Carlos Coelho              | Partido Republicano Brasileiro (PRB)     | Partido Republicano Brasileiro (sem coligação)     | 1584            | 2.78%      |
| Alberio Carlos Caetano da Silva | Progressistas (PP)                       | Unidos por Paulo Afonso                            | 1570            | 2.76%      |
| Alberio Faustino Farias         | Partido dos Trabalhadores (PT)           | Partido dos Trabalhadores (sem coligação)          | 1528            | 2.68%      |
| Lêda Maria Rocha Araújo Chaves  | Partido Democrático Trabalhista (PDT)    | Partido Democrático Trabalhista (sem coligação)    | 1488            | 2.61%      |
| Pedro Macario Neto              | Progressistas (PP)                       | Unidos por Paulo Afonso                            | 1326            | 2.33%      |
| Cicero Bezerra de Andrade       | Progressistas (PP)                       | Unidos por Paulo Afonso                            | 1197            | 2.1%       |
| Edilson Medeiros de Freitas     | Movimento Democrático Brasileiro (MDB)   | Movimento Democrático Brasileiro (sem coligação)   | 926             | 1.63%      |
| Antônio Alexandre dos Santos    | Movimento Democrático Brasileiro (MDB)   | Movimento Democrático Brasileiro (sem coligação)   | 871             | 1.53%      |
| Mario Cesar Barreto Azevedo     | Solidariedade (SD)                       | De Novo o Governo do Povo                          | 525             | 0.92%      |